# Гоплия золотистая
Гоплия золотистая (лат. Hoplia aureola) — вид пластинчатоусых жуков из подсемейства хрущей.

## Описание
Длина тела 7—8 мм. Окраска чёрная, надкрылья чёрно-бурые или коричневые, ноги чёрные или чёрно-бурые, иногда с более светлыми бурыми лапками, усики красно-бурые с чёрной булавой, щупики чёрные, с бурым на вершине последним члеником. Верх тела покрыт в желтовато-зелёных, реже — серо-зелёных чешуйках, с развитым рисунком из черных и коричневых овальных пятен. Самки всегда крупнее самцов, причем половой диморфизм сохраняется на разных фазах вылета имаго. Тело продолговато овальное, слабо выпуклое. Усики 9-члениковые, их булава несколько короче жгутика.Переднеспинка слабо выпуклая, несколько поперечная, гораздо уже основания надкрылий, одинаковой ширины от основания до своей середины, а кпереди немного сужена. Переднеспинка с 4 неправильно округлыми черными чешуйчатыми пятнами, расположенными в 2 ряда, по 2 пятна в каждом. Форма и размер тёмных пятен, а также их количество на верхней стороне тела сильно варьируют. Надкрылья овальные, слабо выпуклые, с округленными боками и слабо развитыми рёбрами. Покрыты приподнятыми, относительно короткими волосками и чешуйками с рисунком из овальных коричневых чешуйчатых пятен: пятно на плечевом бугре, поперечный ряд из 2 пятен на каждом надкрылье перед серединой, поперечный ряд из 2 пятен за серединой, и пятно на предвершинном бугре (типичная форма). Пропигидий и пигидий покрыты густыми чешуйками. Нижняя сторона тела в густых к чешуйках, грудь в коротких буровато-серых волосках. Ноги сильные, бедра покрыты овальными чешуйками и редкими волосками. Передние голени снаружи с 3 направленными вперед и наружу зубцами. Задние голени довольно сильно утолщены.

## Ареал
Типичный восточно-сибирский вид, ареал которого простирается от предгорий Алтая до берегов Тихого океана. Северная граница ареала идёт через среднее течение реки Бии
(Кебезень) на Красноярск, верхнее течение Подкаменной Тунгуски (Байкит), Якутск и далее — до берегов Охотского моря, южная граница — через Республику Тыва, северную Монголию (Улан-батор), северный Китай, северную Корею.

## Биология
Жуки обитают на песчаных и легких супесчаных почвах. узкая приуроченность к луговым и лугово-степным стациям. Встречаются с конца мая до конца второй декады августа, а наибольший лёт приходится на вторую половину июня и июль. Активны в дневное время суток и держатся группами на травянистой и молодой древесной растительности. Питаются листьями. Разовые полеты жуков редко превышают 10-20 метров. Лишь небольшая часть имаго способна к относительно дальним перелетам более 200 м. В популяциях численно преобладают имаго самцов, у которых наблюдается более ранний вылет — сезонная протандрия: появление на ранней фазе вылета мелких самцов, а на поздней — более крупных.
Самка откладывает яйца в почву. Личинки длиной до 20,6 мм, обитают в почве, питаясь мелкими корешками. Генерация однолетняя. Зимуют личинки. Жуки после выхода из куколок выходят на поверхность и живут, в среднем, не более месяца.